# Ronald (Washington)
Ronald és una concentració de població designada pel cens dels Estats Units a l'Estat de Washington. Segons el cens del 2000 tenia 265 habitants.

## Demografia
Segons el cens del 2000, Ronald tenia 265 habitants, 103 habitatges, i 66 famílies. La densitat de població era de 127,9 habitants per km².
Dels 103 habitatges en un 32% hi vivien nens de menys de 18 anys, en un 46,6% hi vivien parelles casades, en un 13,6% dones solteres, i en un 35% no eren unitats familiars. En el 20,4% dels habitatges hi vivien persones soles el 13,6% de les quals corresponia a persones de 65 anys o més que vivien soles. El nombre mitjà de persones vivint en cada habitatge era de 2,57 i el nombre mitjà de persones que vivien en cada família era de 3,01.
Per edats la població es repartia de la següent manera: un 26% tenia menys de 18 anys, un 4,9% entre 18 i 24, un 29,4% entre 25 i 44, un 22,6% de 45 a 60 i un 17% 65 anys o més.
L'edat mediana era de 40 anys. Per cada 100 dones de 18 o més anys hi havia 92,2 homes.
La renda mediana per habitatge era de 39.063 $ i la renda mediana per família de 38.906 $. Els homes tenien una renda mediana de 37.708 $ mentre que les dones 20.500 $. La renda per capita de la població era de 26.415 $. Cap de les famílies i el 9,6% de la població estaven per davall del llindar de pobresa.

## Poblacions properes
El següent diagrama mostra les poblacions més properes.